# Chengguan (socken i Kina, Henan, lat 34,83, long 114,81)
Chengguan (kinesiska: 城关, 城关乡) är en socken i Kina. Den ligger i provinsen Henan, i den centrala delen av landet, omkring 110 kilometer öster om provinshuvudstaden Zhengzhou.
Genomsnittlig årsnederbörd är 702 millimeter. Den regnigaste månaden är juli, med i genomsnitt 190 mm nederbörd, och den torraste är januari, med 5 mm nederbörd.